# Villes décorées pour la valeur civile
Au cours de son histoire, la République italienne, comme le royaume d'Italie avant elle, dans les cas des décorations accordées à Legnano et à Vérone, a jugé opportun de décorer des villes, des communes ou des provinces avec des médailles de la valeur civile pour des actes spécifiques d'héroïsme extraordinaire et habile de leurs communautés au cours de guerres, de catastrophes naturelles ou d'autres événements.

## Médaille d'or pour la valeur civile
- Médaille d'or de la valeur civile 

### Villes et communes décorées pour actes d'abnégation pendant la Seconde Guerre mondiale (1940-1945)
- Ancône, 1960[1],[2]
- Argenta (FE), 8 octobre 1973[3]
- Avellino, 8 juillet  1959[4]
- Barletta, 8 mai 1998[5]
- Bénévent, 31 décembre 1961[6]
- Boves (CN), 16 janvier 1961[7],[8]
- Bucine (AR), 5 février 1975[9]
- Capoue (CE), 2003
- Castelforte (LT), 28 décembre 2002[10]
- Civitella in Val di Chiana (AR), 4 février 1963[11]
- Foggia, 8 juillet 1959[12],[8]
- Francavilla al Mare (CH), 17 mai 1984[13]
- Isernia, 1960[14]
- Marsala (TP), 19 août 1961[15]
- Messine, 3 octobre 1959[16],[8]
- Ortona (CH), 16 juin 1959[17]
- Paternò (CT), 19 septembre 1972[18]
- Rimini, 16 janvier 1961[19]
- Santi Cosma e Damiano (LT), 28 novembre 2002[20]
- Trapani, 31 décembre 1961[21],[2]

### Villes décorées pour leurs actions lors de catastrophes naturelles
- Florence, 18 octobre 1968, après l'inondation de 1966[22],[8]
- Legnano (MI), 1883, après l'inondation de 1882[23].
- Vérone, 1883, après l'inondation de 1882[24],[8].

### Villes décorées pour des actions réalisées lors d'autres événements
- Longarone, 18 mai 1964, à la suite de la catastrophe de Vajont.
- Bologne, 13 juillet 1981, à la suite du massacre de la gare de Bologne en 1980[25],[2],[8].

## Médaille d'argent de la valeur civile
- Médaille d'argent de la valeur civile
- Cesate (MI)
- Cisterna di Latina (LT), 11 juillet 1959[26]
- Foligno (PG),16 janvier 1961[27]
- Leonessa (RI)
- Randazzo (CT)
- Sannicandro di Bari
- Stia, aujourd'hui hameau de la Municipalité de Pratovecchio-Stia. (AR), 27 octobre 2011[28]
- Terni, 13 janvier 1960[29],[30]
- Tolentino (MC)
- Velletri (RM)
- Viterbe, 31 décembre 1964[31],[32]
- Biella
- Cernusco sul Naviglio (MI), 23 avril 2022[33],[34]

## Médaille de bronze de la valeur civile
- Médaille de bronze de la valeur civile
- Fidenza (PR), 1960[35]
- Monte Argentario (GR)[36],[37]
- Poggibonsi (SI), 1961[38].

## Note
1. ↑  voir sur le site du Quirinale les mots du président lors de sa visite à Ancône "deux fois médaillée d'or, vaillante dans les luttes du Risorgimento, courageuse face aux destructions de la Seconde Guerre mondiale, dont elle a su se relever rapidement"; Site web de la Quirinale
2. 1 2 3  également décoré de la médaille d'or des Villes Nationales du Mérite du Risorgimento.
3. ↑  « Le onorificenze della Repubblica Italiana » (consulté le 25 décembre 2018)
4. ↑  « Avellino Città di »
5. ↑  « Barletta »
6. ↑  « Le onorificenze della Repubblica Italiana » (consulté le 25 décembre 2018)
7. ↑  « Le onorificenze della Repubblica Italiana » (consulté le 25 décembre 2018)
8. 1 2 3 4 5 6  également décoré de la médaille d'or de la valeurGruppo Sportivo  militaire.
9. ↑  « Le onorificenze della Repubblica Italiana » (consulté le 25 décembre 2018)
10. ↑  « Le onorificenze della Repubblica Italiana » (consulté le 25 décembre 2018)
11. ↑  « Comune di Civitella in Val di Chiana » (consulté le 25 décembre 2018)
12. ↑  « Le onorificenze della Repubblica Italiana » (consulté le 25 décembre 2018)
13. ↑  « Le onorificenze della Repubblica Italiana » (consulté le 25 décembre 2018)
14. ↑  Isernia - Site du Quirinal
15. ↑  « Statuto Comunale Città di Marsala » (consulté le 29 octobre 2010) : « Art. 3, alinéa 6 : " La commune se voit attribuer la médaille d'or de la valeur civile conférée pour les événements endeuillés consécutifs au bombardement de mai 1943 et pour le grand courage dont a fait preuve toute la population ". »
16. ↑  « Le onorificenze della Repubblica Italiana » (consulté le 25 décembre 2018)
17. ↑  « Le onorificenze della Repubblica Italiana » (consulté le 25 décembre 2018)
18. ↑  « Le onorificenze della Repubblica Italiana » (consulté le 25 décembre 2018)
19. ↑  « Le onorificenze della Repubblica Italiana » (consulté le 26 décembre 2018)
20. ↑  « Le onorificenze della Repubblica Italiana » (consulté le 26 décembre 2018)
21. ↑  « Le onorificenze della Repubblica Italiana » (consulté le 26 décembre 2018)
22. ↑  « Le onorificenze della Repubblica Italiana » (consulté le 26 décembre 2018)
23. ↑  « Le onorificenze della Repubblica Italiana » (consulté le 26 décembre 2018)
24. ↑  « Le onorificenze della Repubblica Italiana » (consulté le 26 décembre 2018)
25. ↑  « Le onorificenze della Repubblica Italiana » (consulté le 26 décembre 2018)
26. ↑  « Comune di Cisterna di Latina » (consulté le 26 décembre 2018)
27. ↑  « Lapide medaglia d'argento al valor civile alla Città di Foligno - Guida Foligno Wiki », sur rete.comuni-italiani.it (consulté le 26 décembre 2018)
28. ↑  (it) « Sito del Quirinale – Assegnazione onorificenza a Stia » (consulté le 27 octobre 2011).
29. ↑  Volume realizzato dalla Presidenza del Consiglio Comunale di Terni per i 60 anni di Consiglio Comunale (1946 - 2006) pp.42-43
30. ↑  également décoré de la Croix militaire pour la valeur militaire.
31. ↑  « Statuto della Città di Viterbo »(Archive.org • Wikiwix • Archive.is • Google • Que faire ?)
32. ↑  décoré également de la croix de Melitense de 1re classe avec couronne SMOM.
33. ↑  (it) « La memoria è viva: Cernusco sul Naviglio è medaglia d’argento al Merito Civile per la Resistenza » (consulté le 26 avril 2022)
34. ↑  « Prefettura di Milano - Consegna della Medaglia d'argento al Merito Civile al Comune di Cernusco sul Naviglio »
35. ↑  Borgosandonnino l'histoire de fidenza
36. ↑  « comunemonteargentario.it, » (consulté le 26 décembre 2018)
37. ↑  (it) « Un Oscar romano al popolo del Giglio - Cronaca », sur il Tirreno, 29 mai 2012 (consulté le 26 décembre 2018)
38. ↑  Municipalité de Poggibonsi.

## Source
- (it) Cet article est partiellement ou en totalité issu de l’article de Wikipédia en italien intitulé « Città decorate al valor civile » (voir la liste des auteurs).